# Sulgen
Sulgen é uma comuna da Suíça, no Cantão Turgóvia, com cerca de 3.385 habitantes. Estende-se por uma área de 9,13 km², de densidade populacional de 371 hab/km². Confina com as seguintes comunas: Birwinken, Bürglen, Erlen, Hohentannen, Kradolf-Schönenberg.
A língua oficial nesta comuna é o Alemão.